# Эк, Лена
Лена Маргарета Эк, урожд. Хемингсон (швед. Lena Margareta Ek; род. 16 января 1958, Мёнстерос, Кальмар, Швеция) — шведский государственный и политический деятель, адвокат, член совета директоров и исполнительного комитета партии Центра, министр окружающей среды в период с 2011 по 2014 год. Ранее она также работала в парламенте Швеции и Европейском парламенте. Эк живёт в Эстергётланде. Её семья состоит из мужа и четырёх детей, один из которых — сын Магнус Эк был председателем молодёжной ассоциации партии Центра с 2015 по 2019 год. Эк также работала в Шведском студенческом союзе.
После шведских парламентских выборов 2014 года она снова стала депутатом парламента, однако, заседала всего год, прежде чем ушла в отставку 31 июля 2015 года. В Риксдаге она была заместителем председателя комитета по окружающей среде и сельскому хозяйству.

## Карьера

### Политическая карьера
Политическая карьера Эка началась в 1993 году в качестве председателя окружной партии Центра в Остергётланде. Затем она была муниципальным советником в муниципалитете Вальдемарсвик в 1994—1998 годах и членом окружного совета.
В 1998 году Эк стала депутатом парламента, избрана в Совет директоров Центристской партии и стала возглавлять организацию женщин партии Центра. Она стала играть роль экономико-политического представителя партии, которая привела к формулированию новой экономической политики, которая проложила путь к Альянсу за Швецию. В 2000 году она была избрана в исполнительный комитет партийного совета. Когда в 2001 году Леннарт Далеус подал в отставку с поста председателя партии Центра, Лена Эк и баллотировались на пост президента. С 2004 года Эк была депутатом Европейского парламента. В 2011 году она стала министром окружающей среды Швеции, уйдя в отставку в 2014 году.
С 1998 по 2004 год Лена Эк была депутатом парламента Швеции. После многих лет сотрудничества с социал-демократами в 1995—1998 годах Эк была одним из инициаторов т. н. первой экономической поправки, сделанной вместе с другими партиями.
Лена Эк была депутатом европейского парламента с 2004 по 2011. Она была членом группы Либеральной партии Европейского парламента, Группы либералов и демократов за Европу (ALDE). Она также была заместителем члена Комитета по гендерному равенству (FEMM) и Сельскохозяйственного комитета (AGRI), заместителем председателя делегации в Совместном парламентском комитете ЕС-Хорватия и официальным представителем ALDE по стратегии Европа 2020. В течение 2004—2009 гг. она работала в Комитете по окружающей среде (ENVI), ITRE, FEMM и Временном комитете по изменению климата (CLIM).
В 2008 году она была одним из главных участников переговоров по Директиве Европейского Союза по торговле выбросами (ETS), одной из четырёх составляющих так называемого климатического пакета ЕС.
В 2008 году Эк был также избрана вице-президентом Европейской либеральной, демократической и реформистской партии (ЕЛДР), европейской партии, состоящей из 57 национальных партий со всей Европы.
Эк дважды была названа «лучшим европейским парламентарием Швеции». В 2008 году газетой Ny Teknik она была признана шестым самым влиятельным человеком Швеции в области энергетики. В 2009 году она заняла двадцать второе место среди шведских политиков в области охраны окружающей среды в рейтинге, составленном Dagens Miljö. В 2010 году Эк заняла 68 место в ежегодном списке 100 самых влиятельных людей Швеции журнала Focus.
На выборах в Европейский Парламент в 2009 году её во второй раз поместили на первое место в списке кандидатов от партии Центра и она была избрана 34,4 % голосами.

### Академическая карьера
Лена Эк — выпускница юридического факультета Лундского университета. Она закончила аспирантуру по международному праву и преподавала международное право и историю права в качестве преподавателя на юридическом факультете в Лундском университете в период с 1987 по 1994 год. В период преподавания в Лундском университете она была председателем Юридической ассоциации, действующей в Лундаспексарне.
В мае 2011 года Лена Эк была избрана почетным доктором в Лундском политехническом университете за её усилия по содействию развитию экологически чистых технологий.

### Коммерческая карьера
Эк является членом совета директоров ряда компаний и организаций, таких как Exselent Porous Materials, Swedish Brain Power, Södra, Стокгольмского института окружающей среды, Södra Gapro AB, Norrköping Harbour и Королевского технологического института. С 2015 года она возглавляет компанию Södra Skogsägarna.